# Budget fédéral canadien de 1992
1991 1993
Le budget canadien de 1992 est un budget fédéral canadien pour le compte du gouvernement du Canada présenté par le ministre des Finances Don Mazankowski à la Chambre des communes du Canada le 25 février 1992. C'est le quatrième budget déposé après les élections fédérales canadiennes de 1988. C'est également le premier budget présenté par Don Mazankowski.

## Contexte
Le budget est présenté dans un contexte de mauvaises conditions économiques et d'un déficit fédéral grandissant.

## Impôts
Le budget de 1992 apporte d'importants changements aux régimes d'impôt sur le revenu des particuliers et des sociétés.

### Impôt sur le revenu des particuliers
Le budget comprend notamment plusieurs mesures au titre de l'impôt des particuliers :
- Réduction du taux de la surtaxe personnelle ;
  - Le taux de la surtaxe générale sur les individus – fixé à 5 % depuis le budget 1986 – est abaissé de 1 point de pourcentage (à 4 %) au 1er juillet 1992 et d'un autre (à 3 %) au 1er janvier 1993[note 1],[1],[2];
- Bonifications du crédit d'impôt pour contributions aux fonds de capital de risque de travailleurs nationaux ;
  - Le montant annuel maximal du crédit, fixé à 700 $ depuis 1985, est porté à 1 000 $ à compter de l'exercice 1992. Les règles d'investissement du programme sont également assouplies[3];
- Alignement du régime fiscal des conjoints de faits sur celui des couples mariés[4];
- Diverses améliorations de crédits d'impôts et déductions[4]:
  - Augmentation du montant du crédit pour études (porté à 80 $ par mois) ;
  - Élargissement des dépenses éligibles au crédit d'impôt pour frais médicaux ;
  - Éligibilité au crédit pour études pour les personnes handicapées aux études à temps-partiel ;
  - Élargissement de la définition de revenu gagné aux fins des cotisations REÉR par l'inclusion des pensions d'invalidités du RPC ou RRQ.

#### Régimes de retraite
Le budget amène deux mesures importantes concernant les régimes de retraites enregistrés :
- Création du Régime d'accession à la propriété (RAP) : le budget initie ce dispositif qui permet aux particuliers de retirer jusqu'à 20 000 $ de leur REÉR pour financer l'achat d'une résidence principale, remboursable sur 15 ans[note 2],[5],[6];
- L'augmentation des plafonds de contributions aux REÉR et RPA est retardée d'un an[7],[8].

#### Réforme de l'aide aux parents
Le budget modifie substantiellement l'aide aux parents ayant des enfants à charge :
- Création de la Prestation fiscale pour enfants (PFE) : à partir de janvier 1993, la PFE remplace les allocations familiales, la bonification pour enfant et la bonification remboursable pour enfant. Le montant initial de la PFE est fixé à 1 020 $ avec un supplément au revenu gagné pouvant atteindre 500 $ pour les familles de travailleurs à faible revenu[9];
- Augmentation de la déduction pour frais de garde d'enfants : la déduction maximale est augmentée de 1 000 $[note 3].

### Impôt sur les sociétés
Le budget réduit de 2 milliards de dollars les impôts sur les sociétés au cours de la période 1992-1993 à 1996-1997. Le budget accorde spécifiquement un répit aux sociétés industrielles de fabrication et de transformation qui sont fortement affectées par la récession alors en cours:
- Réduction du taux d'imposition applicable aux industries de fabrication et transformation en deux étapes : 22 % au 1er janvier 1993 (au lieu de 23 %) et 21 % au 1er janvier 1994[note 4],[11],[12];
- Amortissement plus rapide pour certains équipements : le taux de déduction pour amortissement pour les machines et équipements de fabrication et de transformation admissibles passe de 25 à 30 %[11].

### Autres taxes
La retenue d'impôt sur les dividendes directs est ramenée de 25 % à 5 %,.

## Dépenses

### Plan de contrôle des dépenses
Le plan de contrôle des dépenses annoncé dans le budget 1990, et prolongé ensuite dans le budget 1991, est poursuivi et élargi dans le budget 1992.

#### Réductions de dépenses
- Le Premier ministre[14] et tous les ministres fédéraux[15] voient leurs salaires réduits de 5 % le 1er avril 1992 ;
- Le budget des ministères est réduit à nouveau de 3 % entre 1992-1993 et 1996-1997 et des réductions de dépenses supplémentaires de 170 millions de dollars sont décrétées sur la seule année 1992-1993 ;
- Les budgets de communication des ministères fédéraux sont réduits de 75 millions de dollars ;
- Les dépenses de défense sont réduites de 2,2 milliards de dollars entre 1992-1993 et 1996-1997 ;
- 24 agences fédérales sont supprimées ou fusionnées ;
- 13 organes consultatifs sont supprimés ou fusionnés.

#### Limites de dépenses
- De nouvelles directives de voyage sont introduites pour réduire les coûts ;
- La croissance des dépenses de la SCHL pour le logement social est plafonnée à 3 % par année jusqu'en 1996-1997.

## Réactions
Le budget a suscité des réactions mitigées du chroniqueur Jean-Paul Gagné du magazine Les Affaires. Il souligne que le budget n'est pas extraordinaire mais contient des mesures intéressantes (réduction de la surtaxe sur le revenu, pas d'augmentation du taux de la TPS, RAP, etc...).

### Opposition parlementaire
Le chef libéral de l'opposition officielle à Ottawa, Jean Chrétien, et la cheffe du NPD Audrey McLaughlin ont tous deux critiqué le manque de mesures pour lutter contre le chômage. Le chef du Bloc québécois, Lucien Bouchard a souligné que le budget était une preuve que le gouvernement fédéral était à bout de souffle.

### Milieu des affaires et syndicats
Le budget a été bien accueilli par les milieux d'affaires et notamment les acteurs de l'immobilier et de la construction. La valeur du dollar canadien a augmenté de 0,39 cent par rapport au dollar américain sur le marché des changes au lendemain du discours du budget. L'indice TSX 300 a gagné 35,52 points tandis que l'indice de la  Bourse de Montréal a gagné 19,39 points.
Les syndicats du Québec (CSN, CEQ et FTQ) ont été déçus par le budget, soulignant le manque de mesures pour lutter contre le chômage et la pauvreté ainsi que le manque de nouveaux projets d'infrastructures. Les syndicats ont également critiqué l'abolition du Conseil économique du Canada.

### Provinces
Le ministre des Finances du Québec, Gérard D. Levesque, a accueilli favorablement le budget en parlant d'un pas dans la bonne direction en ce sens qu'il ne réduisait pas les transferts aux provinces.
Le PQ, alors l'opposition officielle au Québec, décrie le budget comme cosmétique et n'allant pas assez loin pour lutter contre le chômage bien que certains allègements fiscaux (et surtout la réduction de la surtaxe personnelle) soient appuyés.
Le ministre des Finances NPD de l'Ontario, Floyd Laughren, a également critiqué le manque de mesures pour lutter contre le chômage.

## Parcours législatif
La prestation fiscale pour enfants devait entrer en vigueur le 1er janvier 1993 et a été incluse dans un projet de loi distinct qui a reçu la sanction royale le 15 octobre 1992. La dissolution de certaines sociétés d'État et autres organismes publics a été incluse dans le projet de loi C-63 qui a reçu la sanction royale le 15 février 1993.
Certains changements mineurs annoncés dans le budget (notamment des modifications à la Loi fédérale sur les prêts aux étudiants et des réductions de salaire pour le premier ministre et les ministres fédéraux) ont été inclus dans la Loi d'exécution du budget (mesures fiscales) de 1992, qui a reçu la sanction royale plus d'un an après la discours du budget, le 2 avril 1993.
Les mesures fiscales les plus importantes du budget ont été incluses dans le projet de loi C-24 qui a reçu la sanction royale le 10 juin 1993.